# Béla Kovács (clarinettiste)
Pour les articles homonymes, voir Béla Kovács.
Béla Kovács (né le 1er mai 1937 à Tatabánya et décédé le 7 novembre 2021) est un clarinettiste et compositeur hongrois.

## Biographie
Kovács est né à Tatabánya, en Hongrie. Il étudie de 1951 à 1956 de l'Académie de musique Franz Liszt de Budapest dans la classe de György Balassa et en sort diplômé.
Kovács a été première clarinette de l'orchestre de l'Opéra d'État hongrois et de l'Orchestre philharmonique de Budapest depuis 1956 jusqu'à sa retraite en 1981.
Kovács a été professeur de clarinette à l'Académie de musique Franz Liszt de Budapest à partir de 1975 et à l'Université de musique et d'art dramatique de Graz (de), en Autriche, depuis 1989.
Il a publié des œuvres pour clarinette et a édité des volumes pédagogiques. Il est reconnu pour avoir composé une série d'études de concert pour clarinette solo appelées  « Hommages », écrites dans le style de différents compositeurs et largement étudiées et jouées aujourd'hui.
Il a effectué des tournées dans de nombreux pays, villes, salles de concert, radios et studios d'enregistrement dans le monde entier. Il s'est produit aussi bien en tant que soliste que membre de divers ensembles de chambre, et a participé à des concours de musique en tant que membre du jury.
Kovács a effectué de nombreux enregistrements de musique classique à la clarinette.
Il décède le 7 novembre 2021[Où ?].

## Distinctions
Béla Kovács est lauréat du prix Kossuth en 1988 et des prix Liszt Ferenc (hu) en 1964, Bartók-Pásztory et Leó Weiner.
Béla Kovács est professeur émérite du département des vents de l'Académie Liszt.
Depuis 2011, Béla Kovács était membre honoraire de l' International Clarinet Association (ICA).

## Œuvres (sélection)
- Hommages pour clarinette solo:
  - Hommage à J.S. Bach
  - Hommage à N. Paganini
  - Hommage à C.M. von Weber
  - Hommage à C. Debussy
  - Hommage à M. de Falla
  - Hommage à R. Strauss
  - Hommage à B. Bartók
  - Hommage à Z. Kodály
  - Hommage à A. Khachaturian

- I Learn to Play the Clarinet 1
- I Learn to Play the Clarinet 2
- Everyday Scale Exercises

## Enregistrements
- 1977 Quatuor Kodály (en), Ferenc Tarjáni, Béla Kovács : Mozart: Horn Quintet, KV. 407 Clarinet Quintet, KV. 581
- 1978 Tátrai Quartet, Ernő Szegedi, Béla Kovács, Ferenc Tarjáni: Ernő Dohnányi : Quintet in E Flat Minor op.26, Sextet in C Major op. 37
- 1979 Béla Kovács, Budapest Philharmonic Orchestra, András Kórodi: Mozart, Weber, Rossini : Clarinet Concerto KV. 622, Clarinet Concertino op. 26, Introduction, Theme and Variations
- 1985 József Vajda, Béla Kovács, Budapest Symphony Orchestra, György Lehel: J. Ch. Bach, Carl Stamitz : Bassoon Concerto in E Flat Major, Double Concerto for Clarinet and Bassoon
- 1986 Béla Kovács, Béla Drahos: Mozart: Clarinet Concerto KV 622, Flute Concerto KV. 314
- 1991 Béla Kovács, Kodály Quartet: Brahms, Weber : Clarinet Quintets
- 1993 Béla Kovács, József Balogh, Jenő Jandó, György Konrád, Danubius Quartet: Mozart: Kegelstatt-Trio, Clarinet Quartets
- 1994 Imre Kovács, József Kiss, Ágnes Girgás, Béla Kovács, András Kiss, Judit Kiss Domonkos, Camerata Budapest, dir. László Kovács: Gaetano Donizetti : Double Concerto, Flute Concertino, Clarinet Concertino (CD Marco Polo 1994, réédité en 2004 par Naxos)